# Pelochrista mollitana
Pelochrista mollitana es una especie de polilla perteneciente al género Pelochrista, categorizada en la tribu Eucosmini, de la subfamilia Olethreutinae.

## Distribución
Se distribuye por Italia y España.

## Taxonomía
Fue descrita por Zeller en 1847 y publicada por primera vez en Isis von Oken (Leipzig) 1847 (10): 724.